# Suburbanização
A suburbanização é o processo de crescimento das cidades para fora dos seus limites, expandindo-se a outras áreas urbanas. Verifica-se a descentralização de pessoas, indústrias e serviços das áreas centrais da cidade para a periferia, portanto este processo leva ao crescimento dos subúrbios.